# Elphège Gravel
Pour les articles homonymes, voir Gravel.
Elphège Gravel (1838-1904) fut le premier évêque de Nicolet.

## Biographie
Né à Saint-Antoine-sur-Richelieu, comté de Verchères, le 12 octobre 1838, il fit ses études à Saint-Hyacinthe, à Worcester (au Massachusetts), au séminaire de Montréal et à Marieville, où il est ordonné par Charles Larocque, le 11 septembre 1870. 
Professeur au petit séminaire de Marieville (1870-1871) ; vicaire à Sorel (1871-1873), à la cathédrale de Saint-Hyacinthe (1873-1874); curé de Bedford (1874-1880), avec desserte de Saint-Armand (1874-1878) et de Saint-Ignace-de-Stanbridge (1874-1877), curé de la cathédrale de Saint-Hyacinthe (1880-1885); chanoine de la cathédrale de Saint-Hyacinthe (1880-1885) 
Il devient premier évêque du diocèse de Nicolet de 1885 à 1904, élu le 10 juillet 1885 et sacré à Rome le 2 août suivant par Francis Patrick Moran avec comme co-consécrateurs James Donnelly (en) et Tobias Kirby (en). Il est décédé à Nicolet le 28 janvier 1904.

## Sources
- Dictionnaire biographique du clergé canadien-français, Jean-Baptiste-Arthur Allaire, Montréal : Imprimerie de l'École catholique des sourds-muets, 1908-1934.